# 川上岳
川上岳（かおれだけ）は、岐阜県下呂市と高山市にまたがる標高1,625mの山。日本三百名山に選定されている。

## 概要
山頂付近は、夏はササユリが多く咲き、秋はドウダンツツジが真っ赤に紅葉するのが見られる。
岐阜県の中央部では最も高く、山頂には、背の高い木が生えておらず、御嶽山や、乗鞍岳、穂高岳、槍ヶ岳、笠ヶ岳、薬師岳といった北アルプスの山々や、白山など、360度の展望が得られる。
伝説によると昔、位山には男の神が住み、川上岳、船山には女の神がいて2人とも心惹かれて競争し勝った川上岳の女神が位山の男神の妻となったという。2つの山の間に街道が作られ、それを「鍋づる尾根」と呼び、船山との間には大きな溝を作って行き来を遮った。その溝が今の「無数河の谷」と言われる。
また、近くに川上川という名の川が存在するが、こちらは（かわかみがわ）という。

## 登山

### 登山ルート
- 下呂市萩原町山之口からと高山市一之宮町からのルートが一般的である。
- 下呂市馬瀬川上からのルートがある。
- 北側の位山からの縦走路がある。

なお、利用できる山小屋はない。

## 周辺の山
- 位山
- 船山

位山、川上岳、船山を合わせて位山三山と呼ばれている。